# LG Electronics
LG Electronics es una de las mayores empresas de electrónica de consumo del mundo. Desarrolla avances tecnológicos en electrónica, comunicaciones móviles y electrodomésticos y ofrece empleo a más de 82.000 personas en la actualidad. Con sede principal en Seúl, Corea del Sur, es uno de los grandes conglomerados electrónicos del mundo. Posee 75 subsidiarias a nivel mundial. Es una marca de LG Corporation, fabricante de productos electrónicos, teléfonos móviles y productos petroquímicos.

## Cronología

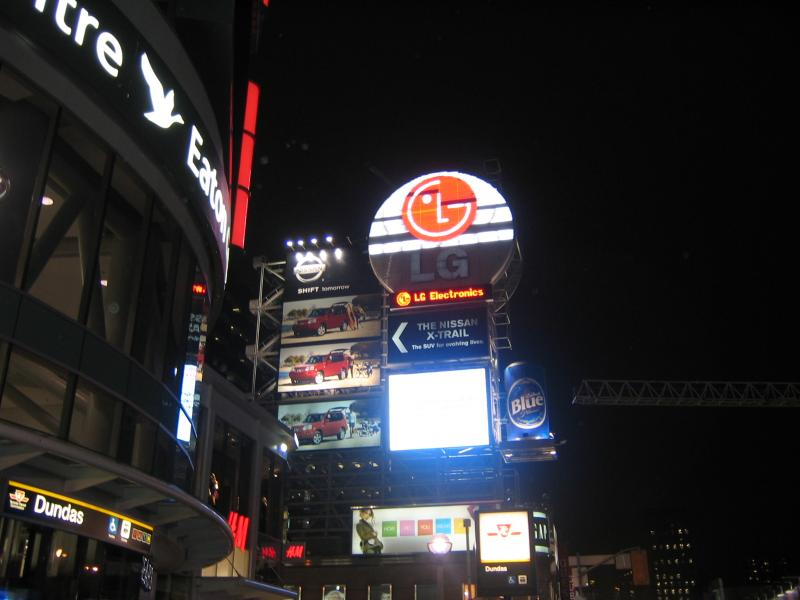
Cartel en Dundas Square Toronto, Canadá de LG.

En 2005, LG fue una de las 100 marcas Globales Sobresalientes, y en 2006, LG registró un crecimiento del 14%. Ahora es uno de los fabricantes más importantes de paneles de plasma y OLED del mundo (su afiliado, LG Display, es uno de los fabricantes más grandes de pantalla de cristal líquido).
En 2006, la división de teléfonos celulares de la compañía, LG Mobile, comercializó el teléfono LG Chocolate. Como consecuencia, la compañía fue escogida como "El Equipo del Diseño del Año" por el Premio Red Dot Design Award en 2006-2007.
El día 5 de abril de 2021, LG a través de un comunicado informó acerca del cierre de su división de teléfonos inteligentes.

## Historia
Antes de que se llamara LG, los productos se comercializaban bajo la marca Lucky, mientras los productos electrónicos y alguna ropa se vendían bajo la marca GoldStar. En enero de 2009 LG compró el nombre de dominio LG.com y se colocó entre las compañías que poseen su nombre de dominio de dos letras.
- los años 1960: Fabrica las primeras radios, televisores, frigoríficos, lavadoras y aparatos de aire acondicionado en Corea del Sur.

- 1995: Adopta el nombre de LG Electronics. Adquiere Zenith Electronics, con sede en EE. UU.
- 1997: Primeros teléfonos móviles digitales CDMA del mundo distribuidos a las empresas Ameritech y GTE de EE. UU. Obtiene el certificado de seguridad UL en EE. UU. Desarrolla el primer aparato IC del mundo para la DTV.
- 1998: Desarrolla el primer televisor de plasma de 60 pulgadas.
- 1999: Funda LG Philips LCD, una empresa conjunta con Philips.
- 2000: Lanza el primer frigorífico con Internet Exporta el IMT-2000 síncrono a Marconi Wireless de Italia Importantes exportaciones a Verizon Wireless en EE. UU.
- 2001: Exportaciones de teléfonos móviles GSM a Rusia, Italia e Indonesia. Establece el liderazgo en el mercado CDMA de Australia Lanza la primera lavadora, el primer aparato de aire acondicionado y el primer microondas con Internet.
- 2002: Bajo la forma de holding, LG se escinde en LG Electronics y LG Corporation Exportación a gran escala de teléfonos móviles GPRS en color a Europa Establece la línea de producción de teléfonos CDMA y el centro de I+D en China.
- 2003: Se introduce en el mercado de la telefonía GSM en el norte de Europa y en Oriente Medio Obtiene un volumen mensual de exportaciones superior a 2,5 millones de unidades (julio). Se convierte en el principal fabricante mundial de CDMA.
- 2004: Se elige EVSB, la tecnología de transmisión de DTV de nueva generación, como el estándar en el sector en EE UU. y Canadá por parte de la ATSC de EE. UU. Comercializa los primeros televisores con pantalla LCD todo en uno de 55 pulgadas. Comercializa los primeros televisores de plasma de 71 pulgadas Desarrolla los primeros teléfonos DMB vía satélite y vía terrestre.
- 2005 - 2006: Se convierte en el cuarto mayor proveedor del mercado de la telefonía móvil en todo el mundo Desarrolla el primer teléfono 3G UMTS DMB, el primer teléfono DVB-Hand Media FLO basado en 3G Teléfono DMB con función de visionado durante la grabación (time-shift) y ordenador portátil DMB Crea LG-Nortel, una empresa conjunta para soluciones en red con Nortel.
- 2007: LG lanza el primer reproductor de discos y la primera unidad de discos de alta definición y de formato dual del sector Lanza el televisor con pantalla LCD Full HD de 120Hz Exhibe las primeras tecnologías compatibles con MIMO 4G con 3G LTE Consigue un contrato para la campaña 3G de GSMA.
- 2008: Presenta una nueva identidad global de la marca: "Stylish design and smart technology" (Diseño elegante y tecnología inteligente).
- 2009: Reddot design award 2009: - Bluetooth speaker (MSB-200) - Whatch pone (GD910) - Stylish DVD Player(DV4S) - Washer & Dryer for North America “Universe” - Residential Air Conditioner (AS-W126BMS0) IF Desing award 2009: - PDP TV (PS80) - Stylish DVD Player(DV4S) GD Korea award 2008: - Washer & Dryer for North America “Universe”.
- 08/17/2009, EISA 2009 4 Galardones: - Mejor TV LCD Europeo 2009-2010, por el SL8000 - Mejor Reproductor Blu-ray Europeo 2009-2010, por el BD390 - Mejor Sistema Home Theater Europeo 2009-2010, por el HB954PB - Mejor Teléfono Móvil Ecológico Europeo 2009-2010, por LG-KM900 ARENA.
- 08-22-2011, EISA 2011: Doble galardón en la categoría Solución Europea Home Theater 3D” por su Cinema 3D Smart TV 55LW650S y su barra de sonido Blu-ray™ 3D HLX56S; En la categoría de “Sistema Europeo HT 5.1” por su Home Theatre HX966TZ/TZW.
- 2012, EISA 2012: El televisor 55LM960V galardonado como Mejor Televisión inteligente de Europa por integrar aplicaciones útiles para obtener el contenido de internet, logrando además que estas prestaciones sean fácilmente accesibles y sencillas de usar a través de su mando Magic Control con reconocimiento de voz.
- 2012, Premios IF DESING 14 galardones (12 premios Red dot y 2 menciones de honor) en los premios red dot por su excelencia en el campo del diseño. El éxito de LG en los premiosred dot design se une a los 14 galardones que la compañía ha recibido durante los premios de diseño IF (International Forum): - LG Optimus 2.0, premiado por su interfaz - Por ser responsable a nivel medioambiental por el diseño del embalaje de la impresora MACHJET con material ecológico. - Televisor LM9600: la nueva CINEMA 3D Smart TV - Mando Magic Remote - Frigorífico con congelador en la parte inferior para el mercado europeo. (GB5240AVAZ)
- 2020: LG presenta sus nuevos televisores QNED[2] que consiste en un nuevo sistemas con 30 000 pequeños led retroiluminados en el que lo controla por zonas. Estas televisiones mejoran mucho la calidad respecto a sus anteriores OLED dando lugar a una nueva generación en la tecnología LED. En estos momentos es la única empresa fabricante de televisores que montan este tipo de paneles.
- 2021: LG se retira del mercado de los teléfonos móviles debido a ventas deficitarias y una alta competitividad en el sector.[3]

Durante el IFA de Berlín de 2018, LG presentó el primer televisor OLED 8K del mundo.

## Identidad de la marca
Las letras L y G dentro de un círculo simbolizan el mundo, el futuro, la juventud, la humanidad y la tecnología. El símbolo consta de dos elementos: el logotipo de LG en el gris de LG y la imagen estilizada de un rostro humano, en el original rojo de LG. El rojo, que es el color principal, representa simpatía y optimismo.

## Controversia
En noviembre de 2013, se descubrió una vulneración de la privacidad en la que los televisores LG envían los nombres de los archivos reproducidos incluso aunque sean locales.
En 2019, la vida útil de una lavadora LG es de solo 4,6 años. La asociación Halte à l'obsolescence programmée y Murfy, empresa especializada en la reparación de electrodomésticos, cuestionan en particular "la intencionalidad de la irreparabilidad", tanto que las piezas de recambio que permitirían reparar estos aparatos se hacen inaccesibles y muy caras por el fabricante.

## Posición competitiva

### Patentes
En 2024, el Informe Anual del PCT de la Organización Mundial de la Propiedad Intelectual (OMPI) clasificó a LG Electronics como el sexto lugar mundial en número de solicitudes de patentes realizadas en el marco del Sistema del PCT, con 1,887 solicitudes de patentes publicadas durante 2023.

### Diseños y modelos industriales
En 2025, la Reseña anual del Sistema de La Haya de la Organización Mundial de la Propiedad Intelectual (OMPI) clasificó a LG Electronics como el tercer lugar mundial en número de solicitudes de registro de dibujos y modelos industriales realizadas en el marco del Sistema de La Haya, con 459 solicitudes realizadas durante 2024, misma posición que la obtuvo el año anterior.